# Vuelta a Castilla y León 2013
La Vuelta a Castilla y León 2013, ventottesima edizione della corsa, si svolse dal 12 al 14 aprile su un percorso di 542 km ripartiti in 3 tappe, con partenza a Arevalo e arrivo a Cervera de Pisuerga. Fu vinta dallo spagnolo Rubén Plaza della Movistar Team davanti allo spagnolo Francisco Mancebo e all'italiano Francesco Lasca.

## Tappe
| Tappa  | Data      | Percorso                                | km    | Vincitore di tappa | Leader cl. generale |
| ------ | --------- | --------------------------------------- | ----- | ------------------ | ------------------- |
| 1ª     | 12 aprile | Arevalo > Valladolid                    | 194,8 | Pablo Urtasun      | Pablo Urtasun       |
| 2ª     | 13 aprile | Urueña > Palencia                       | 164,1 | Juan José Lobato   | Francesco Lasca     |
| 3ª     | 14 aprile | Aguilar de Campoo > Cervera de Pisuerga | 183,1 | Rubén Plaza        | Rubén Plaza         |
| Totale | Totale    | Totale                                  | 542   |                    |                     |

## Dettagli delle tappe

### 1ª tappa
- 12 aprile: Arevalo > Valladolid – 194,8 km

| Pos. | Corridore       | Squadra       | Tempo    |
| ---- | --------------- | ------------- | -------- |
| 1    | Pablo Urtasun   | Euskaltel     | 4h31'28" |
| 2    | Francesco Lasca | Caja Rural    | s.t.     |
| 3    | Enrique Sanz    | Movistar Team | s.t.     |

| Pos. | Corridore       | Squadra       | Tempo    |
| ---- | --------------- | ------------- | -------- |
| 1    | Pablo Urtasun   | Euskaltel     | 4h31'18" |
| 2    | Francesco Lasca | Caja Rural    | a 4"     |
| 3    | Enrique Sanz    | Movistar Team | a 6"     |

### 2ª tappa
- 13 aprile: Urueña > Palencia – 164,1 km

| Pos. | Corridore        | Squadra    | Tempo    |
| ---- | ---------------- | ---------- | -------- |
| 1    | Juan José Lobato | Euskaltel  | 3h33'09" |
| 2    | Francesco Lasca  | Caja Rural | s.t.     |
| 3    | Ken Hanson       | Team Optum | s.t.     |

| Pos. | Corridore        | Squadra    | Tempo    |
| ---- | ---------------- | ---------- | -------- |
| 1    | Francesco Lasca  | Caja Rural | 8h04'25" |
| 2    | Juan José Lobato | Euskaltel  | a 2"     |
| 3    | Pablo Urtasun    | Euskaltel  | s.t.     |

### 3ª tappa
- 14 aprile: Aguilar de Campoo > Cervera de Pisuerga – 183,1 km

| Pos. | Corridore         | Squadra       | Tempo    |
| ---- | ----------------- | ------------- | -------- |
| 1    | Rubén Plaza       | Movistar Team | 4h30'36" |
| 2    | Francisco Mancebo | 5 Hour Energy | a 2"     |
| 3    | Carlos Barbero    | Euskadi       | a 7"     |

| Pos. | Corridore         | Squadra       | Tempo     |
| ---- | ----------------- | ------------- | --------- |
| 1    | Rubén Plaza       | Movistar Team | 12h35'03" |
| 2    | Francisco Mancebo | 5 Hour Energy | a 6"      |
| 3    | Francesco Lasca   | Caja Rural    | a 9"      |

## Classifiche finali

### Classifica generale
| Pos. | Corridore          | Squadra           | Tempo     |
| ---- | ------------------ | ----------------- | --------- |
| 1    | Rubén Plaza        | Movistar Team     | 12h35'03" |
| 2    | Francisco Mancebo  | 5 Hour Energy     | a 6"      |
| 3    | Francesco Lasca    | Caja Rural        | a 9"      |
| 4    | Pablo Urtasun      | Euskaltel-Euskadi | a 11"     |
| 5    | Carlos Barbero     | Euskadi           | a 13"     |
| 6    | José Joaquín Rojas | Movistar Team     | a 21"     |
| 7    | Evgeny Shalunov    | Lokosphinx        | s.t.      |
| 8    | Fabrice Jeandesboz | Sojasun           | s.t.      |
| 9    | Amets Txurruka     | Caja Rural        | s.t.      |
| 10   | Sergey Firsanov    | Rusvelo           | s.t.      |